# Manuel Álvarez González
Manuel Álvarez González (Ciudad de México, 8 de enero de 1914-?) fue un político y sindiclaista mexicano, miembro del Partido Revolucionario Institucional (PRI). Fue en tres ocasiones diputado federal.

## Biografía
Realizó estudios básicos y de secundaria en la Ciudad de México, y egresó de una escuela técnica como maestro mecánico. Fue jefe de carnicería de la Central de Abastos de la Ciudad de México de 1939 hasta 1982; como tal se involucró en el liderazgo sindical de os trabajadores de dicho rubro y en la militancia en la Confederación de Trabajadores de México (CTM). Como tal llegó a ser secretario general del Sindicato Único de Trabajadores de la Industria de la Carne; y luego tesorero de 1978 a 1980 y secretario de Organización en 1982, ambos en el comité central de la CTM.
En 1961 fue postulado candidato del PRI a diputado federal por primera ocasión, por el Distrito 10 del Distrito Federal, siendo elegido para la XLV Legislatura con concluyó en 1964; y por segunda ocasión por el mismo distrito electoral, a la XLVII Legislatura de 1967 a 1970. En 1982 fue postulado y elegido al cargo de diputado federal por tercera ocasión, pero esa vez por el Distrito 29 del Distrito Federal a la LII Legislatura que tuvo su término constitucional en 1985.